# Neochanna diversus
Neochanna diversus es un pez que pertenece a la familia Galaxiidae. Esta especie se encuentra en los pantanos y humedales, en la Isla Norte de Nueva Zelanda, desde Kaitaia hasta el río Mokau. Se cree que esta especie puede estar en peligro por la contaminación, la sedimentación y los incendios.
Se considera un manjar para la población maorí que lo prepara utilizando técnicas ancestrales. Tiene una longitud de hasta 12 centímetros. Los esfuerzos realizados por el Departamento de Conservación de Nueva Zelanda han ayudado a proteger y reintroducir los peces.